# Mario Puddu (generale)
Mario Puddu (Ussassai, 26 agosto 1899 – 1980) è stato un generale italiano.

## Biografia
Allievo ufficiale della scuola di Caserta, partecipò alla prima guerra mondiale distinguendosi sul Piave e poi in Francia ed in Belgio.
Nel 1920 fu inviato in Albania e dal 1928 al 1931 frequentò la Scuola di Guerra. Fu successivamente ufficiale di Stato Maggiore dell'Esercito e nel Gabinetto del Ministero della Guerra.
Dal 1936 e fino al termine partecipò alla guerra di Spagna, prima come maggiore comandante di un battaglione di carri e successivamente come comandante di un battaglione dell'esercito regolare spagnolo. Ottenne la promozione a maggiore per meriti di guerra.
Durante la seconda guerra mondiale fu inviato prima in Albania e successivamente, dopo essere stato promosso tenente colonnello, nel 1942 passò al Comando Supremo fino al momento dell'Armistizio di Cassibile.
Partecipò al tentativo di difesa di Roma e poi si arruolò nel nuovo esercito italiano, prese parte alla liberazione della capitale come ufficiale dello Stato Maggiore dell'Esercito.
Fu promosso colonnello nel 1948 e nominato comandante della scuola carristi; passò poi al Centro Alti Studi Militari e allo F.T.A.S.E. Fece parte del Comando Nato di Verona e degli Stati Maggiori Combinati. Nel 1956 fu promosso generale di brigata e divenne comandante della brigata della divisione di fanteria Legnano. Nel 1957 fu promosso generale di divisione e fu comandante della divisione paracadutisti Folgore.Dal 1958 al 1959 fu direttore generale ufficiali del ministero della difesa
Fu nominato generale di corpo d'armata comandante del 6º corpo d'armata a Bologna dal 1959 al 1962.
È autore del libro di memorie "Guerra in Italia - 1943-1945".
È stato decorato con tre medaglie d'argento ed una di bronzo al valor militare.